# Palladium Books
Palladium Books (även kallat "Palladium Games") är ett amerikanskt förlag, grundat av Kevin Siembieda och Erick Wujcik, mest känt för sin populära rollspelsserie Rifts. Företaget har sitt huvudkontor i Taylor, Michigan, USA.
Palladium var ett av de första företag som framgångsrikt skapat rollspel med samma regelsystem i flera olika genrer. På grund av detta kallas ibland Palladiums regelsystem "megaversal" och inte universell eller generisk.

## Utgivna rollspel
- After the Bomb
- Beyond the Supernatural
- Chaos Earth
- Heroes Unlimited
- Macross II
- The Mechanoid Invasion
- Nightbane (hette tidigare Nightspawn)
- Ninjas and Superspies
- Palladium Fantasy Role-Playing Game
- Recon
- Rifts
- Robotech
- Splicers
- Systems Failure
- Teenage Mutant Ninja Turtles & Other Strangeness
- Valley of the Pharaohs